# Rewe Group
REWE group est une coopérative de commerçants d'origine allemande exerçant principalement dans le secteur de la grande distribution à prédominance alimentaire.

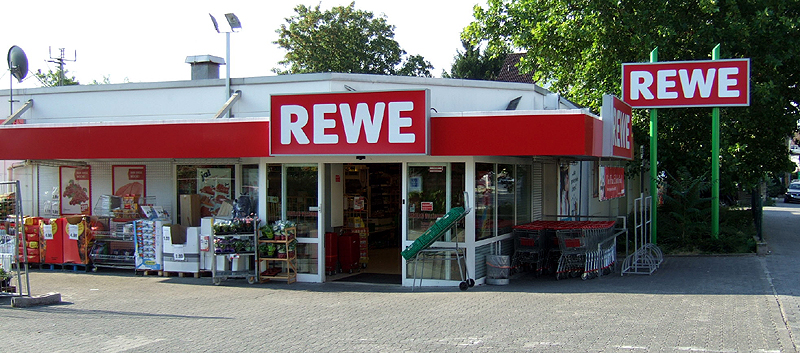
Une enseigne REWE

En 2004, le groupe se plaçait en troisième position des plus grands commerçants alimentaires d'Europe derrière Carrefour et Tesco.
Le groupement est spécialisé dans le format supermarché et est adhèrent de la centrale d'achat européenne Coopernic depuis 2006. 
L'entreprise regroupe de nombreuses enseignes dont REWE et Billa.

## Histoire
En 2015, le groupe Rewe cède 86 supermarchés Billa, en Roumanie, au groupe français Carrefour,,,.
En décembre 2016, Rewe annonce l'acquisition des magasins Kaiser situés à Berlin, à la suite de l'acquisition de ce dernier par Edeka.